# Luigi Sartini
Luigi Sartini (Foiano della Chiana, 7 dicembre 1893 – Africa Settentrionale Italiana, 27 gennaio 1941) è stato un militare italiano insignito della medaglia d'oro al valor militare alla memoria nel corso della seconda guerra mondiale.

## Biografia
Nacque a Foiano della Chiana, provincia di Arezzo, il 7 dicembre 1893, figlio di Girolamo e Conforta Barneschi.  Do aver compiuto gli studi classici nel Collegio di Figline Valdarno,  nel novembre 1915, in piena prima guerra mondiale fu chiamato a prestare servizio militare di leva nel Regio Esercito e con il grado di aspirante, conseguito nell'ottobre 1917 prestò servizio nel 26º Reggimento fanteria "Bergamo", distinguendosi in combattimento nella Conca di Plezzo nel corso della battaglia di Caporetto. Posto in congedo nel 1919, fu promosso sottotenente poco tempo dopo e tenente nel marzo 1920. Lavorava come funzionario di banca a Grosseto quando fu richiamato in servizio attivo a domanda nel 1936 e alla fine dell'anno partì per combattere nella guerra di Spagna in forza ad un battaglione arditi della 4ª Divisione fanteria "Littorio". Promosso capitano nel luglio 1937, rientrò in Italia nel maggio 1939 per essere congedato nuovamente. Richiamato di nuovo in servizio nel gennaio 1940, poco tempo dopo partiva per l'Africa Settentrionale Italiana, assegnato alle truppe libiche. Cadde in combattimento il 27 gennaio 1941, e venne insignito della medaglia d'oro al valor militare alla memoria.